# Utricularia firmula
Utricularia firmula — вид рослин із родини пухирникових (Lentibulariaceae).

## Морфологічна характеристика
Ризоїди і столони капілярні, численні. Листки розкидані на столонах, вузько-зворотно-лопатоподібні, 2–20 мм завдовжки, ± 1 мм ушир, 1-жилкові. Пастки численні, яйцеподібні, 0.15–0.3 мм завдовжки; рот кінцевий; верхня губа виступає, оточена 2–10 залозистими волосками. Суцвіття жорстко прямовисне, просте чи іноді розгалужене зверху, 2–36 мм заввишки. Частки чашечки нерівні, круглі, дуже увігнуті, верхівка вирізана або коротко 2–3-зубчаста. Віночок блідо-жовтий, 3.5–6 мм завдовжки. Коробочка куляста, ±1.2 мм. Насіння численне, вузько-зрізано-конічне.

## Середовище проживання
Вид поширений у Африці (Ангола, Камерун, ДР Конго, Кот-д'Івуар, Гамбія, Гана, Гвінея, Гвінея-Бісау, Кенія, Ліберія, Мадагаскар, Малі, Мозамбік, Нігерія, Сенегал, Сьєрра-Леоне, Південна Африка, Південний Судан, Танзанія, Того, Уганда, Замбія, Зімбабве).
Росте на сезонно затоплених луках і рисових майданчиках, а також на вологих скелях і в болотах; на висотах від 0 до 2100 метрів.